# Toll of the Jungle
Toll of the Jungle est un film muet américain réalisé par Tom Santschi et sorti en 1916.

## Fiche technique
- Réalisation : Tom Santschi
- Scénario : Charles J. Buckley, d'après son histoire
- Date de sortie : 
  - États-Unis : 18 mars 1916

## Distribution
- Walter Beckwith
- Edith Johnson
- Harry Lonsdale
- Wheeler Oakman
- Tom Santschi